# Zygaena trifolii
Zygaena trifolii, también conocida como gitana, zigena o gitanilla de cinco puntos, es una especie de polilla perteneciente al género Zygaena, de la familia Zygaenidae, orden Lepidoptera.

## Descripción
Es una especie con una envergadura de 30-40 mm. Cuenta con alas anteriores estrechas que miden aproximadamente 1,5 cm de longitud, normalmente de color oscuro (negro metalizado), con algunos destellos verdes o azules, también cuenta con grandes manchas rojas. Las alas posteriores tienden a ser rojas con algunas manchas azules. El cuerpo también es negro, cuenta con antenas gruesas y oscuras. Su coloración advertidora o aposemántica tiene como objetivo principal avisar a depredadores sobre la toxicidad de la especie, en este caso, el ácido cianhídrico en su cuerpo. Sin embargo, puede ser depredada por algunos tipos de arañas y avispas.

## Distribución
Se distribuye por Austria, Bélgica, Francia, Alemania, Grecia, Dinamarca, España, Lituania, Luxemburgo, Países Bajos, Polonia, Portugal, Sicilia, Eslovaquia, Unión Soviética (parte europea de Francia), República Checa y Suiza.